# 킨샤사 대학교
킨샤사 대학교(프랑스어: Université de Kinshasa)는 콩고 민주 공화국 킨샤사에 있는 국립 대학교이다. 1954년에 첫 개교되었다.